# New Kids on the Block
New Kids on the Block – kurz NKOTB oder New Kids genannt – sind eine 1984 gegründete US-amerikanische Popgruppe aus Boston, Massachusetts, die Ende der 1980er und Anfang der 1990er Jahre international als Pop-Phänomen gefeiert wurde und zu den höchstbezahlten Entertainern der Welt zählte. Zur damaligen Zeit als Teenieband bezeichnet, gelten sie heute als der Prototyp der erfolgreichen Boygroups und waren Vorbild für nachfolgende Formationen der 1990er Jahre wie Take That, Caught in the Act, Backstreet Boys, *NSYNC und Boyzone. 1994 trennte sich die Gruppe, seit 2008 ist sie wieder im Musikgeschäft aktiv. New Kids on the Block verkauften weltweit über 80 Millionen Tonträger und halten bis heute den Rekord im Verkauf von Merchandisingartikeln mit einem Jahresumsatz von einer Milliarde Dollar.

## Bandgeschichte

### 1984: Gründung
Mit dem Ziel, fünf weiße Jugendliche zu finden, die Rhythm and Blues interpretieren und zu Idolen ihrer Altersgruppe avancieren sollten, entschloss sich der Produzent von New Edition, Maurice Starr, im Sommer 1984 eine neue Gruppe aufzubauen. Seine Talentsucherin Mary Alford entdeckte zunächst den damals 14-jährigen Donnie Wahlberg (* 17. August 1969), der sich durch sein selbstbewusstes Auftreten sowie seine Rap- und Breakdance-Fähigkeiten von anderen Jungen seines Alters abhob. Wahlberg war es auch, der seinen Bruder Mark (* 5. Juni 1971), seinen Freund Danny Wood (* 14. Mai 1969) sowie seine ehemaligen Schulkameraden Jonathan (* 29. November 1968) und Jordan Knight (* 17. Mai 1970) ins Studio brachte. Sie alle beherrschten Breakdance und hatten jahrelang im Schul- und Kirchenchor gesungen. Zudem waren sie in Bostoner Arbeitervierteln mit einem hohen Anteil afroamerikanischer Jugendlicher aufgewachsen. Starr betrachtete dies vor dem Hintergrund seiner Ambition, schwarze Musik von Weißen präsentieren zu lassen, als Pluspunkt. Bereits nach den ersten Proben entschied sich der damals erst 13-jährige Mark jedoch, aus dem Projekt wieder auszusteigen. Ersetzt wurde er durch Donnie Wahlbergs Freund Jamie Kelley.

### 1985–1987: Die ersten Jahre
Unter dem Namen Nynuk absolvierte die Band im Mai 1985 ihren ersten Auftritt vor 400 Schülern in der Lee High School in Boston. Es folgte ein Auftritt auf dem Kite Festival im Franklin Park, in dessen Rahmen die Gruppe auf zusammengestellten Tischen tanzen musste, ausgepfiffen und mit Steinen beworfen wurde.
Während die anderen vier Mitglieder ihre gesamte Freizeit im Studio verbrachten und sich für die Weiterentwicklung der Band einsetzten, vernachlässigte Kelley zunehmend sein Engagement und wurde im Juni 1985 aus der Gruppe ausgeschlossen. Seinen Platz nahm der damals 12-jährige Joey McIntyre (* 31. Dezember 1972) ein. Mit dem Neuzugang änderte die Band ihren Namen in New Kids on the Block, zurückzuführen auf den Titel eines Raps, den Wahlberg mit Starr produziert hatte.
Ihr erstes Konzert als New Kids on the Block bestritt die Gruppe im Gefängnis von Deer Island im Bostoner Hafen vor mehreren hundert Häftlingen. Es folgten Auftritte in verschiedenen Clubs, die primär von Schwarzen besucht wurden.
1986 erhielt die Band bei Columbia Records ihren ersten Plattenvertrag. Das selbstbetitelte Debütalbum New Kids on the Block sowie die ausgekoppelte Single Be my girl schafften es jedoch nicht in die Charts. Medien und Rundfunk nahmen keinerlei Notiz von ihnen. Ungeachtet des Misserfolgs traten sie 1986 im Vorprogramm diverser Bands auf und absolvierten schließlich 1987 ein Konzert im Apollo Theater in New York City, in dem sie von dem als schwierig geltenden Publikum frenetisch gefeiert wurden.

### 1988–1992: Durchbruch und Zenit des Erfolgs

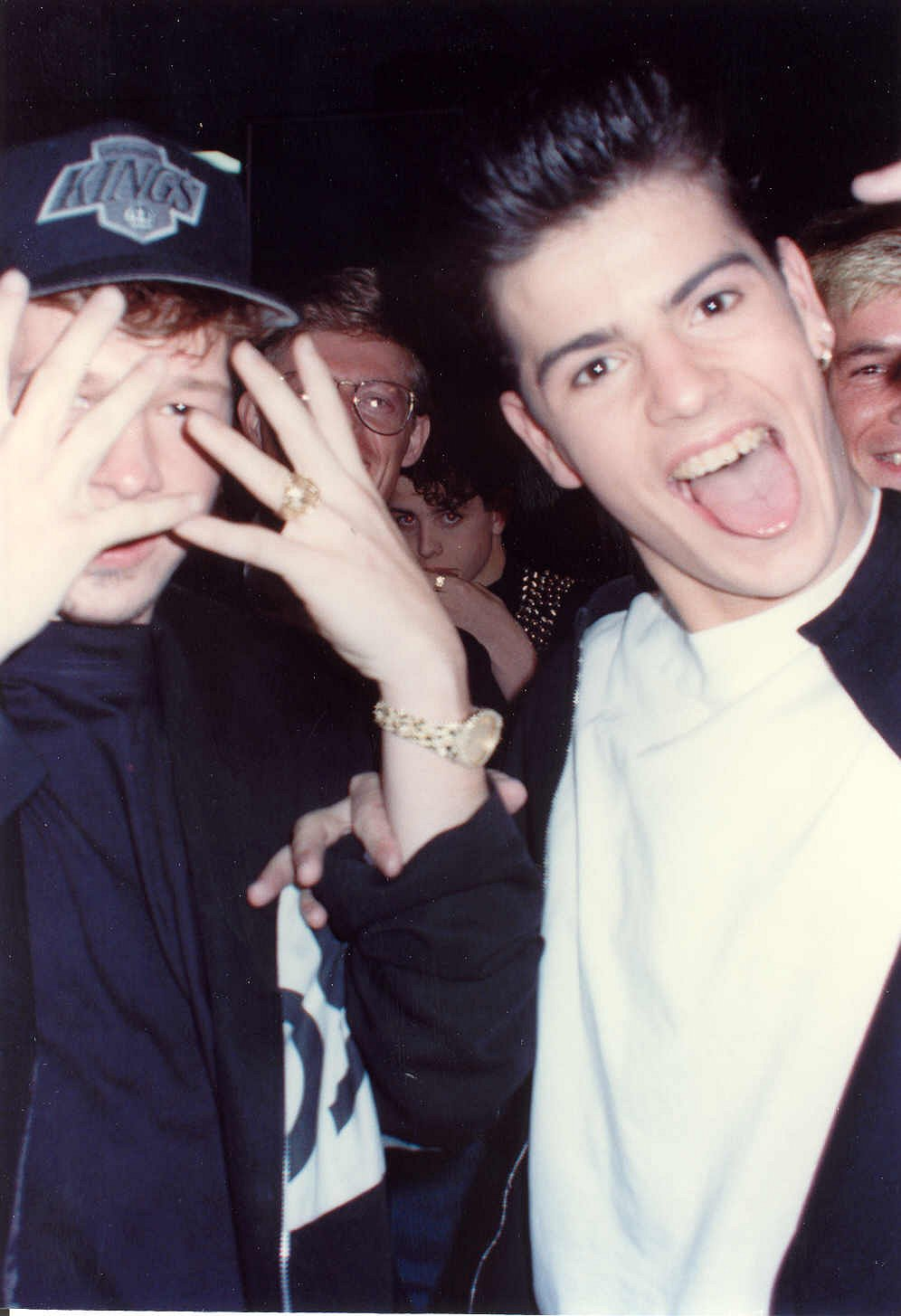
Donnie Wahlberg (links) und Jordan Knight (rechts), Grammy Awards (1990)

Ihren Durchbruch erlangten sie 1988 mit der Veröffentlichung des zweiten Albums Hangin´ Tough. Die Singleauskopplung Please Don’t Go Girl sprang in den USA von Null auf Platz 10 der Charts. Zur selben Zeit begleiteten sie die damals 16-jährige und unter Jugendlichen sehr populäre Sängerin Tiffany als Vorgruppe auf ihrer Tournee durch die USA. Euphorie brach aus und ließ die Vorgruppe zu Hauptakteuren werden. Der Musiksender MTV begann, die Nachfolgesingle You Got It (The Right Stuff) in Heavy Rotation auszustrahlen, die Band wurde zu allen großen TV-Shows des US-amerikanischen Fernsehens eingeladen und füllte sämtliche Teenagermagazine.
Im Rahmen ihrer Vorbildfunktion für Millionen Jugendliche setzte sich die Gruppe im Besonderen für Anti-Drogen-Kampagnen ein. In Anbetracht dieses Engagements verlieh der damalige Gouverneur des Staates Massachusetts, Michael Dukakis, der Band die höchste Auszeichnung der Stadt Boston, indem er den 24. April 1989 zum Tag der New Kids on the Block erklärte. Im Juni 1989 gingen New Kids on the Block auf Tournee und spielten landesweit in ausverkauften Häusern. Wo auch immer die Gruppe auftauchte, wurde sie von hysterischen Fans belagert. Zeitgleich erreichten ihre Single I’ll Be Loving You Forever und wenige Monate später auch ihr Album Hangin´ Tough Platz eins der Charts. Letzteres erzielte achtmal Platin. Aufgrund des enormen Erfolgs wurde ihr Debütalbum von 1986 erneut veröffentlicht und erhielt dreifach Platin. Ihrem ebenfalls 1989 veröffentlichten dritten Album Merry Merry Christmas und der daraus ausgekoppelten Doppelplatin-Single This one’s for the children folgte eine ausverkaufte Weihnachtstournee durch die USA. Den Erlös der Single spendete die Gruppe an die Organisation United Cerebral Palsy, die Menschen mit Zerebralparese unterstützt.
Im Januar 1990 wurden New Kids on the Block zweimal mit dem American Music Award als Beste Popgruppe und für das Beste Popalbum ausgezeichnet. Ihrer Stadion-Tournee durch die USA und Europa mit einer verdreifachten Sicherheitsmannschaft im Frühjahr 1990 folgte die Veröffentlichung des Albums Step by Step, das in Ländern wie den USA, UK und Deutschland bei Erscheinen auf Platz eins in die Charts einstieg und sich weltweit etwa zwanzig Millionen Mal verkaufte. Die anschließende Magic Summer Tour führte sie im Sommer 1990 durch 63 amerikanische Stadien mit insgesamt über zwei Millionen Zuschauern. Die Band zählte in dieser Zeit zu den beliebtesten der Welt, die Hysterie der Fans wurde vielfach mit der Hysterie der Beatles-Fans verglichen. Der Fanclub erhielt täglich 30.000 Briefe, die offizielle Hotline über 100.000 Anrufe pro Woche. Zudem wurde die Band mit zahlreichen Publikumspreisen ausgezeichnet, darunter dem Bravo Otto in Gold 1990 und 1991 und elf Trophäen der ehemaligen britischen Jugendzeitschrift Smash Hits. Im weiteren Verlauf wurde eine vielfältige Auswahl an Merchandisingartikeln produziert, von Kleidung und Schmuck über alltägliche Dekorations- und Gebrauchsgegenstände bis hin zu Puppen des Spielwarenherstellers Hasbro. Allein im Jahr 1990 setzte die Gruppe mit dem Verkauf ihres Merchandising eine Milliarde Dollar um. Eine eigene Zeichentrickserie, die die Band thematisierte, lief im September 1990 auf dem Sender ABC und im März 1992 auf RTL plus an. In einem Interview aus dem Jahr 2001 gab Jonathan Knight später zu verstehen, den Mitgliedern sei in ihrem damals noch jungen Alter nicht bewusst gewesen, welche Maschinerie sie mit nur einer einzigen Unterschrift ausgelöst hatten. Im Oktober 1990 erschien mit No More Games das fünfte Album.

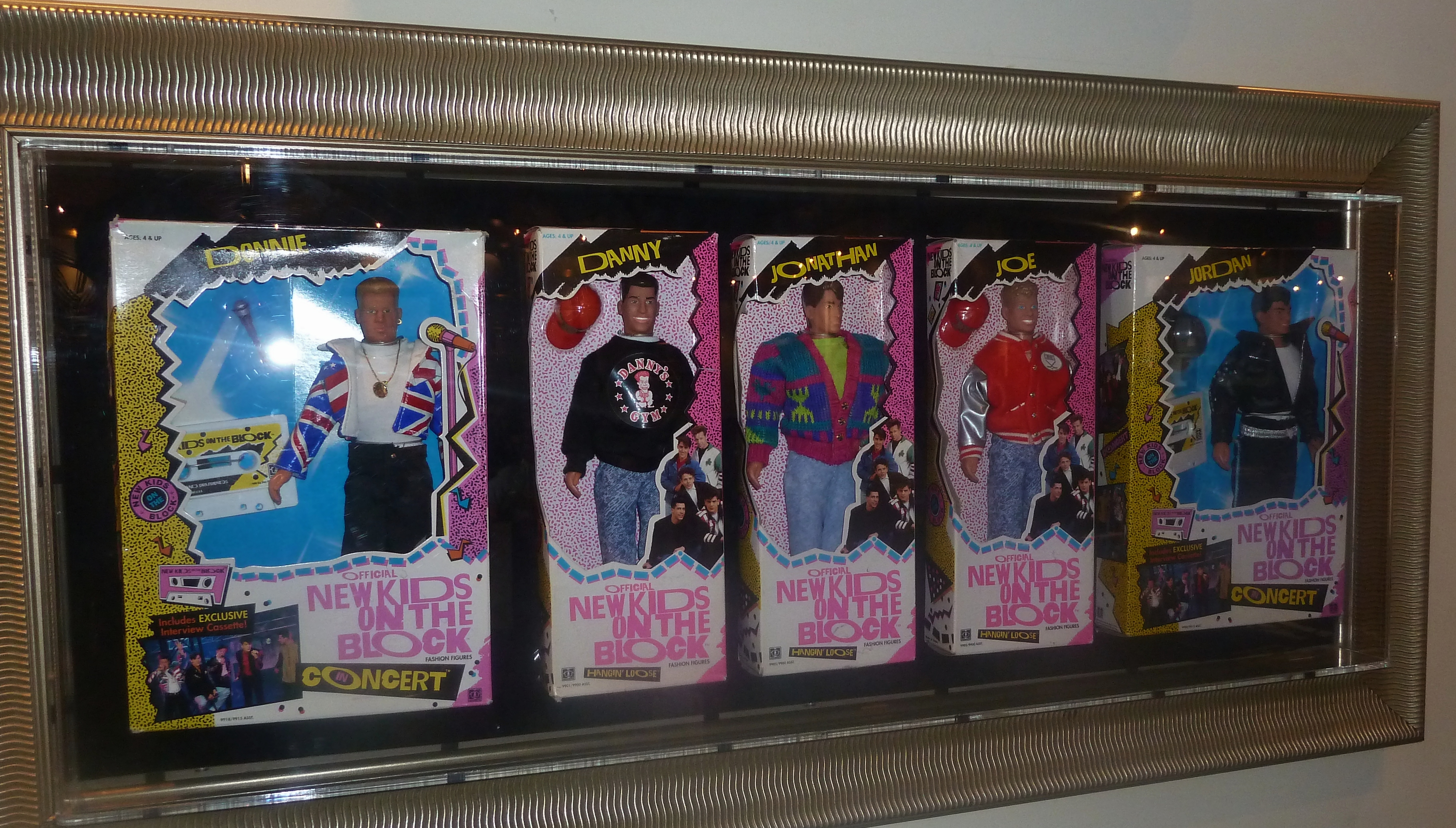
NKOTB Puppen, Hard Rock Cafe, Boston

Die anhaltende Hysterie der Fans führte indes auch zu starker Ablehnung. Als von jungen Mädchen angebetete Idole wurde das Quintett von Musikmagazinen jenseits der Jugendpresse wiederholt ins Lächerliche gezogen. In Anbetracht ihres Alters bezeichnete man sie unter anderem als „Milchzahnrocker“ und ihre Anhängerschaft als „pubertierende Jungfrauen“ und „Zahnspangengeneration“. In Alltagssituationen wurden die Mitglieder zudem mit aggressivem Verhalten und Morddrohungen konfrontiert. Ein T-Shirt mit der Aufschrift New Kids under the Block zeigte einen Felsblock, unter dem mehrere blutende Beine abgebildet waren. Die Knight-Brüder wurden auf offener Straße mit einer geladenen Waffe bedroht. Auf das Haus von Danny Wood wurde geschossen.
Im Januar 1991 belegten New Kids on the Block im Forbes Magazine mit 115 Millionen Dollar derweil Platz eins der höchstbezahlten Entertainer der Welt und traten während der Halbzeitshow beim 21. Super Bowl in Tampa, Florida auf. Sondersendungen wurden ausgestrahlt, Jugendmagazine in aller Welt und auch seriöse Zeitungen wie die Newsweek berichteten seitenlang über das Pop-Phänomen. Im Mai 1991 erhielt die Gruppe in Wien ein eigenes Denkmal. Gemeinsam mit Künstlern wie Sting und Peter Gabriel traten sie im Oktober 1991 im Nationalstadion von Santiago de Chile vor 75.000 Zuschauern als Hauptgruppe bei zwei von Amnesty International organisierten Konzerten auf, um das Interesse und die Unterstützung junger Leute für die Menschenrechtsorganisation zu gewinnen. Auch sonst nutzte die Gruppe ihre Popularität, um insbesondere Jugendliche auf Gefahren wie AIDS und Drogen aufmerksam zu machen. Sie propagierten Safer Sex und hielten ihre Fans dazu an, die Schulausbildung abzuschließen. Während vor allem Eltern und Jugendschützer dieses Verhalten befürworteten, kritisierten Gegner es in negativer Form als „Saubermann-Image“.

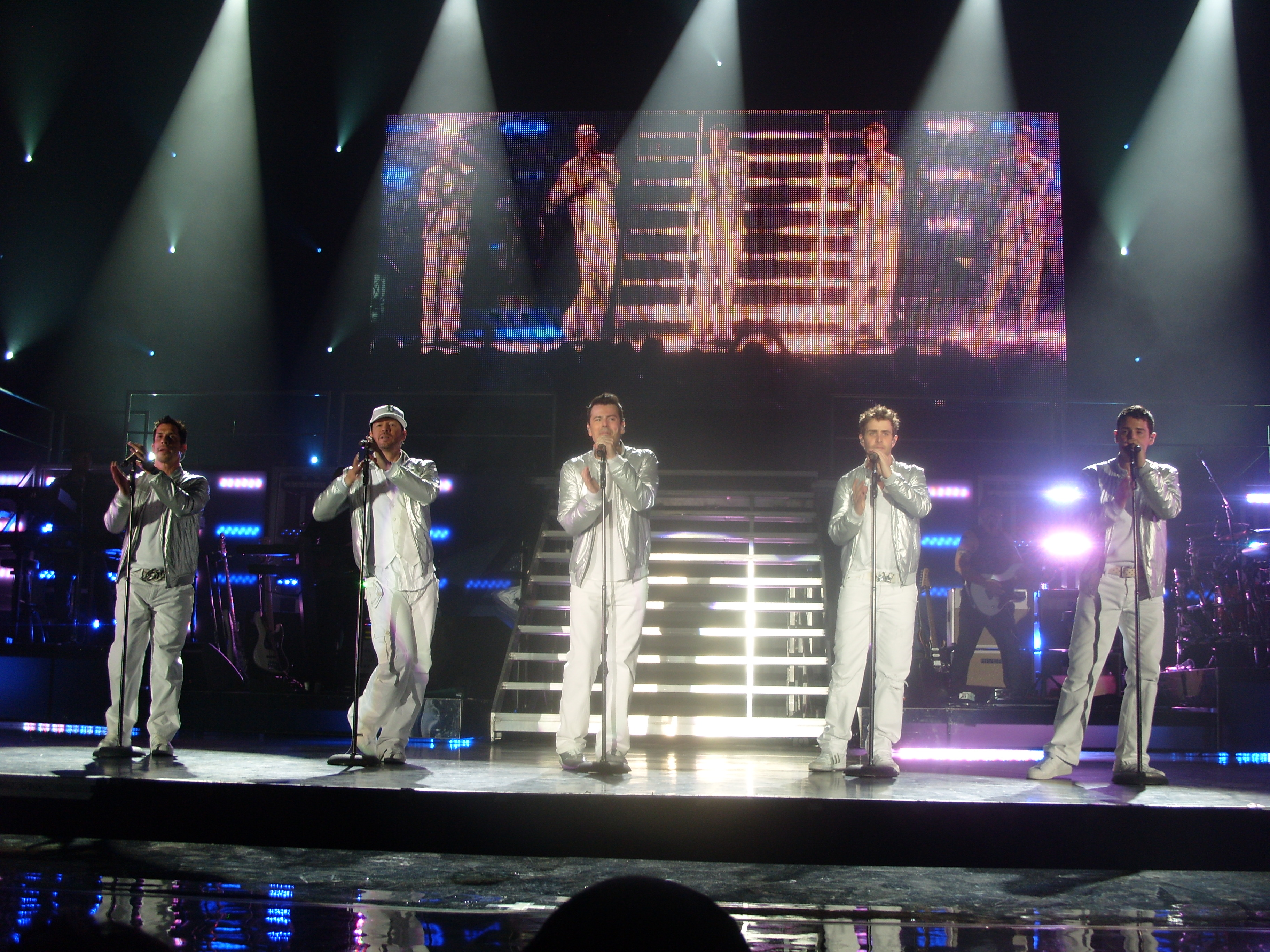
New Kids on the Block (2009)

Ab März 1991 tourten die New Kids erneut durch Europa, Japan und Australien. Regelmäßig wurden über 1000 Sanitätseinsätze pro Konzert gemeldet, es kam zu Quetschungen, Prellungen, Ohnmachtsanfällen, Rippenbrüchen und sogar vereinzelten Kreislaufstillständen. Wie schon in den Jahren zuvor begleiteten tumultartige Szenen in Hallen, Hotels und Flughäfen die Ankunft, Anwesenheit und Abreise der Band. Die Sicherheit der Gruppe und auch die Sicherheit der Fans entwickelte sich mehr und mehr zu einem ernstzunehmenden Problem. Erstmals wurde darüber nachgedacht, ob Live-Auftritte unter solchen Bedingungen überhaupt noch vertretbar seien. Pro Jahr bestritten sie im Schnitt zweihundert Konzerte.
Als im Januar 1992 der ehemalige Mitarbeiter Greg McPherson das Gerücht in die Welt setzte, die Gruppe singe nicht live, unterbrachen New Kids on the Block ihre Tournee durch Australien und flogen 14 Stunden von Sydney nach Los Angeles, um in der Arsenio Hall Show zu den Vorwürfen Stellung zu beziehen. Nach dem Interview und ihrem Liveauftritt, mit dem sie der Öffentlichkeit den Gegenbeweis lieferten, flogen sie wieder zurück nach Sydney, um die dortige Tournee zu beenden. Kurz darauf erhielten sie in Melbourne als erste Band nach den Beatles mit dem Goldenen Schlüssel die höchste Auszeichnung der Stadt. Im selben Monat erschien ihre neue Single If You Go Away.
Am 17. Februar 1992 kam es während eines Konzerts vor 16.000 Zuschauern im Olympiapark in Seoul, Südkorea, zu einer Massenpanik. Hunderte Besucher versuchten die Bühne zu stürmen und wurden zu Boden getreten. Die Band, die den Vorfall von der Bühne aus beobachtete, brach das Konzert nach dem dritten Song ab und wurde zurück ins Hotel eskortiert. Fünfzig Verletzte mussten in Krankenhäuser gebracht werden. Im Hotel wurde die Gruppe darüber in Kenntnis gesetzt, dass sie das Land nicht verlassen dürfte, wenn sie das Konzert nicht vertragsgemäß beendete. Südkoreanische Streitkräfte besetzten daraufhin sämtliche Durchgänge und Reihen des Olympiaparks und unter Militärschutz wurde das Konzert fortgesetzt. Erst am nächsten Tag erfuhren die Mitglieder, dass ein 17-jähriger Fan aufgrund seiner erlittenen Verletzungen im Krankenhaus verstorben war. Schockiert beendete die Gruppe im April 1992 ihre Live-Aktivitäten und zog sich ungeachtet der Demonstrationen von Fans und der von Teenagermagazinen initiierten „Rettungsaktionen“ zurück. Wenige Monate später erschien in Deutschland in mehreren Ausgaben das Magazin NKOTB Spezial.

### 1994: Trennung
Aufgrund vertraglicher Pflichten mit der Plattenfirma, die die Produktion eines weiteren Albums verlangte, kamen New Kids on the Block im Sommer 1993 noch einmal zurück ins Studio. Ihr Song Keep On Smiling für den Film Free Willy erschien auf dem gleichnamigen Soundtrack. Inzwischen von Maurice Starr getrennt, veröffentlichten sie im Januar 1994 ihr letztes Album Face the Music sowie die Singles Dirty Dawg und Never Let You Go. Mittlerweile erwachsen geworden, versuchten sie ihr bis dato sauberes Teenagerimage abzustreifen, doch das Comeback konnte durch den zu dieser Zeit in den USA und Deutschland populär gewordenen Musikstil Grunge nicht an die alten Erfolge anknüpfen. In südlichen Ländern wie Spanien verzeichneten sie hingegen weiteren Zuspruch. Die Gruppe trennte sich schließlich im Jahr 1994, nicht zuletzt vor dem Hintergrund, dass Jonathan Knight bereits entschieden hatte, die Band aus gesundheitlichen Gründen zu verlassen.

### Die Jahre danach
- Donnie Wahlberg konzentrierte sich nach der Trennung auf das Filmgeschäft und ist heute erfolgreich als Schauspieler tätig (u. a. Kopfgeld – Einer wird bezahlen, The Sixth Sense, Band of Brothers – Wir waren wie Brüder, Saw II). Seit 2010 spielt er eine der Hauptrollen in der US-amerikanischen CBS-Serie Blue Bloods – Crime Scene New York. Er ist verheiratet und Vater zweier Söhne aus erster Ehe.
- Joey McIntyre spielte unter anderem in Musicals am Broadway und Off-Broadway und ist als Solokünstler aktiv. Er hat mit Stay The Same, Meet Joe Mac, One Too Many, 8:09, Talk to Me, Here we go again und Come Home For Christmas bereits sieben Alben veröffentlicht. In der Serie Boston Public war er als Lehrer Colin Flynn zu sehen. Er ist verheiratet und Vater dreier Kinder.
- Jordan Knight erzielte mit seinem gleichnamigen Solodebüt 1999 Goldstatus in den USA, seine Single Give It to You kletterte auf Platz 10 der Charts und wurde mit Platin ausgezeichnet. Es folgten gesundheitliche Beeinträchtigungen. Mit Unfinished hat er nach einem New Kids on the Block-Remix-Album, The Fix und Love Songs inzwischen sein fünftes Album herausgebracht. Im Jahr 2014 war er mit Nick Carter von den Backstreet Boys als Duo Nick&Knight in den USA auf Tournee. Sie haben ein gleichnamiges Album veröffentlicht. Knight ist verheiratet und hat zwei Söhne.
- Danny Wood war zunächst als Produzent für andere Künstler tätig, veröffentlichte jedoch im weiteren Verlauf eine Reihe eigener Alben: D-Fuse: Room Full Of Smoke (1999), D-Wood: Room Full Of Smoke Vol. 2 (2003), Second Face (2003), O.F.D: Originally From Dorchester (Acoustic Tour Exclusive) (2003), Coming Home (2008) und Stronger: Remember Betty (2009). Wood ist geschieden und hat vier Kinder, zwei leibliche und zwei adoptierte.
- Jonathan Knight erkrankte nach der Trennung schwer und zog sich völlig aus dem Showgeschäft zurück. Bis zur Wiedervereinigung im Jahr 2008 war er als Immobilienmakler tätig. Im Januar 2011 outete ihn die Sängerin Tiffany in einer Fernsehsendung unbeabsichtigt als homosexuell.[4]

Der Versuch der amerikanischen TV-Show Bands Reunited, die Gruppe für einen gemeinsamen Auftritt wieder zusammenzubringen, scheiterte im Jahr 2004 an der Weigerung einzelner Mitglieder.

### 2008: Comeback mitThe Block

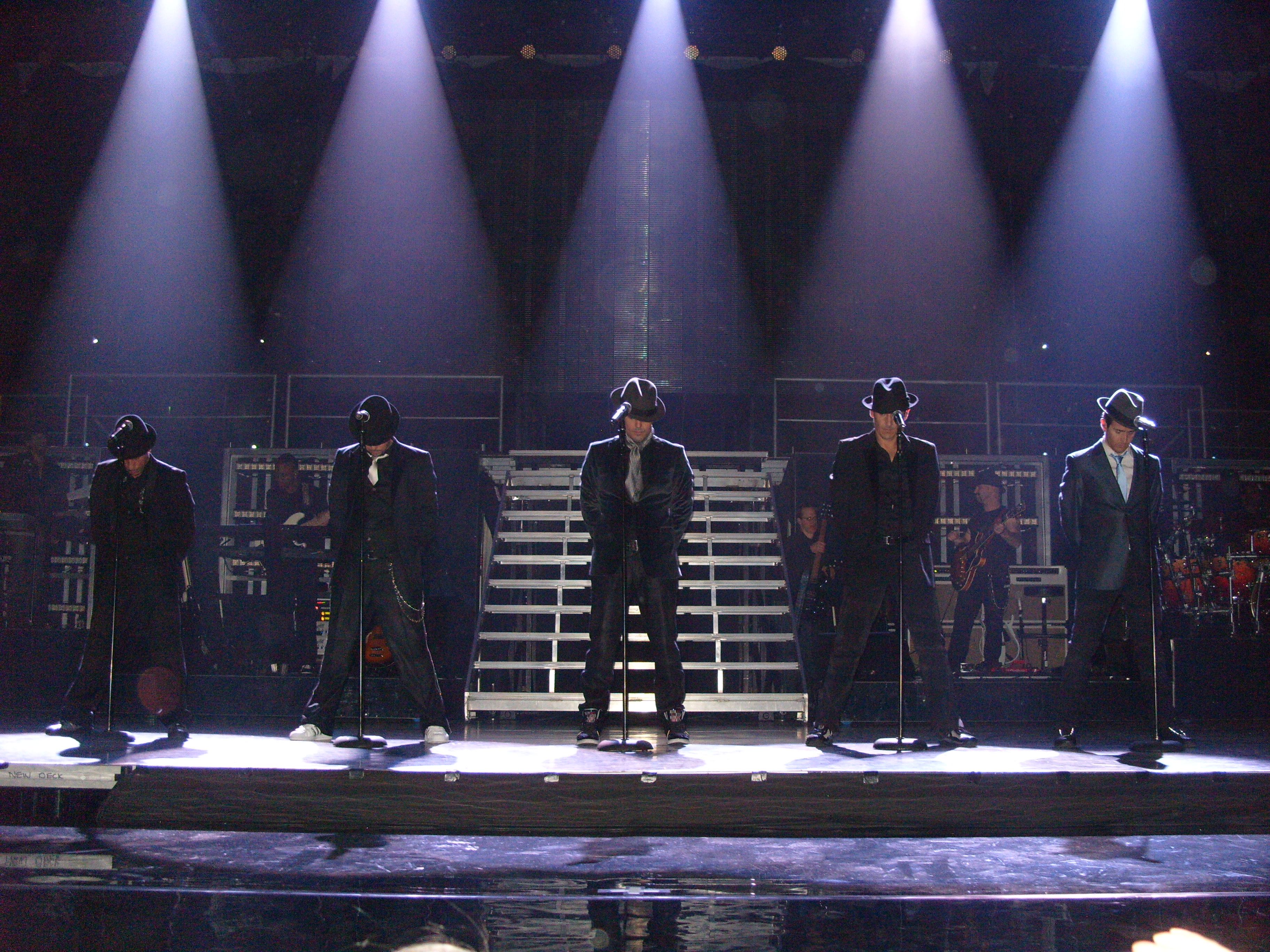
New Kids on the Block (2008)

Die Onlineausgabe des Magazins People berichtete am 27. Januar 2008, dass die Band offenbar ein Comeback plane, da die offizielle NKOTB-Website wieder in Verwendung sei. Daraufhin verzeichnete die Seite innerhalb einer Woche eine Million Zugriffe. Am 2. April 2008 wurden auf NKOTB.com schließlich die Wiedervereinigung bestätigt sowie die Veröffentlichung eines neuen Albums und eine Tour angekündigt.
Am 13. Mai 2008 veröffentlichte die Band in den USA mit Summertime ihre erste gemeinsame Single seit 14 Jahren. Drei Tage später präsentierten sie den Song erstmals live in der US-amerikanischen Fernsehsendung Today Show. In Deutschland war das Erscheinen der CD-Single für den 29. August 2008 vorgesehen, real war zu diesem Zeitpunkt der Titel jedoch nur zum Erwerb per Download veröffentlicht. Die CD-Single erschien schließlich zeitgleich mit dem Album The Block am 12. September 2008. Das Album stieg auf Platz 21 der deutschen Albumcharts ein, die Single Summertime schaffte es bis Platz 55 der Media-Control-Singlecharts. Besonders erfolgreich war das Album, das unter anderem Kollaborationen mit Ne-Yo, den Pussycat Dolls und Lady Gaga enthielt, in den USA und in Kanada. In den USA erreichte es Platz zwei in den Billboard 200 und Platz eins in den Pop Album-Charts. In Kanada stieg das Album auf Platz eins ein und wurde mit Gold ausgezeichnet.
Im Rahmen der Dreharbeiten zu Til Schweigers Mittelalterkomödie 1½ Ritter – Auf der Suche nach der hinreißenden Herzelinde waren New Kids on the Block im Juli 2008 in Deutschland, um ihren Gastauftritt zu absolvieren. Der dort gesungene Titel Dirty Dancing erschien am 19. Dezember 2008 als zweite Singleauskopplung des Albums auf CD. Bereits zuvor konnte sich der Song durch reine Online-Verkäufe in den deutschen Single-Charts platzieren. Unter dem Titel All together again on one stage startete die Gruppe im Herbst 2008 eine Tournee durch die USA und Kanada, mit einer Zuschauerkapazität von durchschnittlich 20 000 Besuchern pro Abend. Die Auftaktkonzerte in Toronto, New York und Boston waren binnen weniger Minuten ausverkauft. Im Januar und Februar 2009 führte sie ihre Tournee nach Europa, der sich wiederum eine weitere durch die USA anschloss, dieses Mal mit neuer Bühnenshow unter dem Titel Full Service. Im Rahmen ihrer 2010er Tournee CasiNO traten sie unter anderem an drei aufeinanderfolgenden Abenden in der Radio City Music Hall in New York auf, als Gäste erschienen unter anderem die Backstreet Boys.

### 2010–2012: NKOTBSB: Zusammenarbeit mit den Backstreet Boys

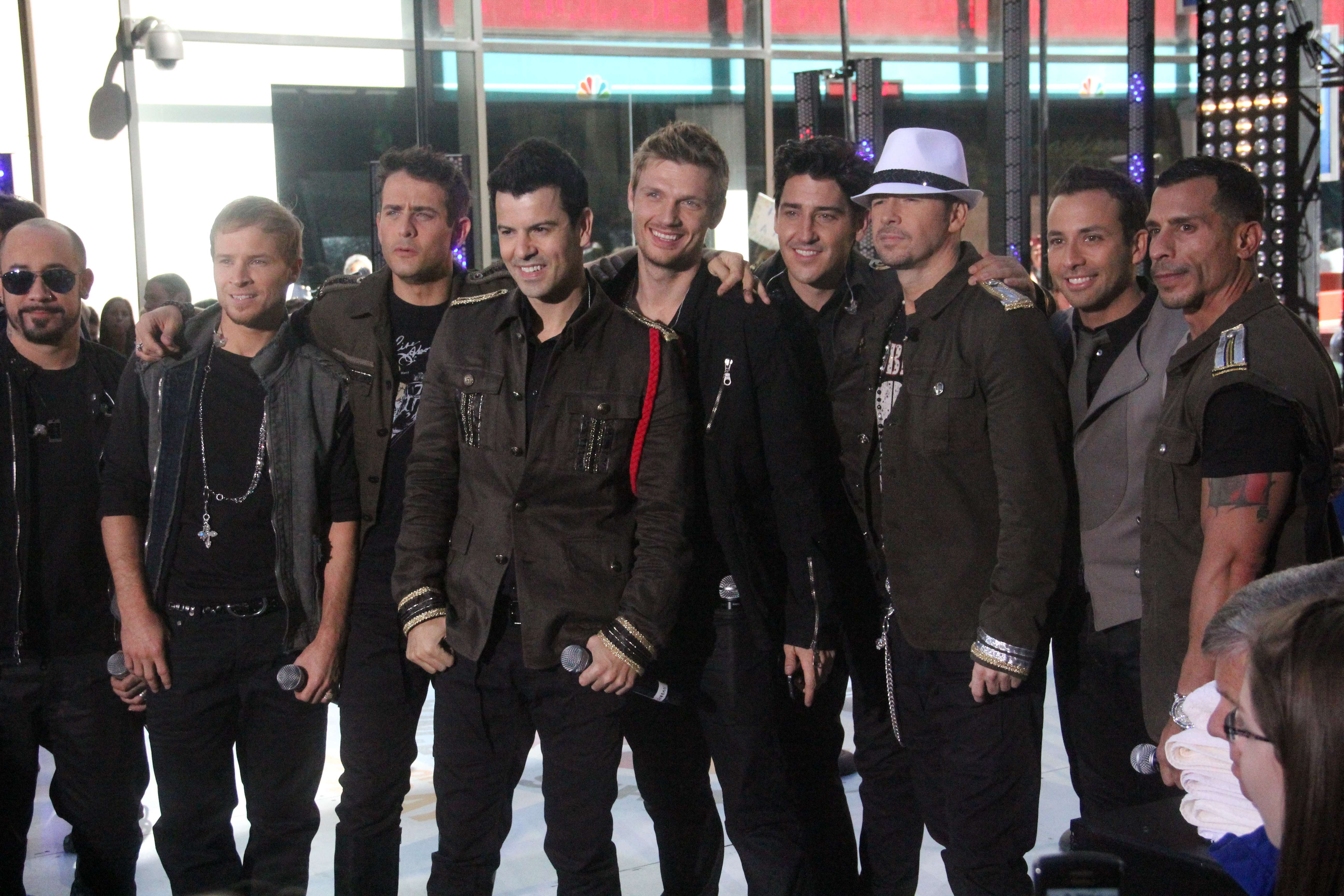
New Kids on the Block und Backstreet Boys in New York (2011)

Aufgrund des Publikumszuspruchs entwickelte sich aus diesem Auftritt die Überlegung eines gemeinsamen musikalischen Projektes. Im Rahmen der American Music Awards 2010 präsentierten sich beide Gruppen als NKOTBSB erstmals mit einer choreografierten Show, in der ein Teil ihrer jeweiligen Hits miteinander verwoben worden war. Anlässlich der traditionellen Silvesterfeier folgte ein zweiter Auftritt vor etwa einer Million Menschen am New Yorker Times Square. Mit Don’t Turn Out the Lights veröffentlichten NKOTBSB im Dezember 2010 ihre erste gemeinsame Single, die Platz 14 in den Billboard Hot 100 erzielte. Im Mai 2011 folgte die Veröffentlichung einer Kompilation, die jeweils fünf Hits der beiden Bands sowie zwei neue Titel und ein Mashup enthielt. Das Album stieg auf Platz sieben der Billboard 200 ein, in Kanada erreichte es Position sechs. Unter dem Titel One night – One stage – Once in a lifetime waren die beiden Gruppen von Juni 2011 bis Mai 2012 gemeinsam auf Welttournee; dabei gastierten sie unter anderem im historischen Fenway Park in Boston. Am 29. April 2012 wurde eines ihrer Konzerte aus der O2Arena in London live in 400 Kinos in Europa sowie weltweit per Stream übertragen.
Nach dem Ende der gemeinsamen Tournee bestritten New Kids on the Block im August und September desselben Jahres ihre South America & Mexico Tour mit zehn Konzerten.
2010 erschien die DVD Coming Home, die unter anderem Konzert- und Interviewaufzeichnungen seit Beginn der Wiedervereinigung zeigt.

### 2013: Album10undThe PackageTour
Knapp fünf Jahre nach The Block veröffentlichten NKOTB im Januar 2013 die Single Remix (I Like The), im April 2013 folgte ihr Studioalbum 10. Es stieg auf Platz sechs der Billboard 200 ein.
Unter dem Titel The Package touren NKOTB seit Mai 2013 durch Nordamerika, als Vorgruppen fungieren Boyz II Men und 98 Degrees. Am 30. Mai 2013 traten New Kids on the Block mit Aerosmith und anderen Musikern beim Benefiz-Konzert Boston Strong im TD Garden auf, das für die Opfer und Hinterbliebenen des Anschlags auf den Boston-Marathon veranstaltet wurde. Joey McIntyre hatte selbst als Läufer an dem Marathon teilgenommen und das Ziel nur wenige Minuten vor dem Bombenattentat erreicht.

### 2024
Im März 2024 wurde die von David Stewart und Luke Batt geschriebene und produzierte Single Kids veröffentlicht und ein neues Album mit dem Titel Still Kids angekündigt.

## Trivia
- Während eines Konzertes im britischen Manchester im Frühjahr 1990 stürzte Danny Wood über ein von Fans auf die Bühne geworfenes Stofftier und brach sich dabei den Knöchel. Die vier anderen Mitglieder mussten die Europatournee ohne ihn beenden.

- Während ihres Aufenthalts im Intercontinental Hotel in Berlin kam es zu einem solchen Fanandrang, dass Zimmerpersonal und Köche an den aufgestellten Absperrungen mithelfen mussten, die Teenager zurückzuhalten. Die Bilder wurden im Rahmen einer Nachrichtensendung ausgestrahlt.

- Aufgrund eines Ansturms von Fans an einem spanischen Flughafen mussten die New Kids on the Block über einen Schalter auf ein Gepäckband flüchten und fielen in einen Kofferschacht.

- Joey McIntyre beschrieb in einem späteren Interview die Hysterie als „animalisch“. Fans versteckten sich in Mülltonnen, Wäschekörben oder Lastenaufzügen, versuchten den Tourbus umzustürzen, warfen sich auf Dächer und Kühlerhauben ihrer fahrenden Autos, bissen sich in der Kleidung fest, campierten vor den Privathäusern, klingelten Tag und Nacht an der Tür, fotografierten die Zimmer von nahegelegenen Bäumen aus und rissen Rasenstücke und ähnliche „Souvenirs“ aus den Grundstücken.

- Experten stellten während eines Konzertes fest, „dass das Gekreische der Fans in seiner Lautstärke einen 10 m entfernt startenden Düsenjäger übertönte“.

- In Wien wurde der Gruppe ein Denkmal in Form eines Mikrofons mit herausragenden Köpfen errichtet, das am 2. Mai 1991 vom damaligen Bürgermeister Helmut Zilk auf der Donauinsel enthüllt wurde. Nachdem Unbekannte die Skulptur durch Entfernen der Köpfe beschädigt hatten, musste sie vor die Wiener Stadthalle übersiedeln. Allerdings wurde sie im Zuge von Umbauarbeiten 1999 nicht mehr aufgestellt, nach Medienberichten ist sie womöglich verlorengegangen.[19][20]

- Mit ihrer Single If you go away führen New Kids on the Block Platz eins der erfolgreichsten BRAVO Hits aller Zeiten an.[21] Der Titel hielt sich mehr als zwei Jahre ohne Unterbrechung in den BRAVO-Charts.

- Zeitgleich mit dem Tag ihres ersten Auftritts in der Today Show am 16. Mai 2008 brach der Server der offiziellen Webseite wegen Überlastung zusammen.

## Diskografie

### Studioalben
| Jahr | Titel                  | Höchstplatzierung, Gesamtwochen, AuszeichnungChartplatzierungen (Jahr, Titel, Platzierungen, Wochen, Auszeichnungen, Anmerkungen) | Höchstplatzierung, Gesamtwochen, AuszeichnungChartplatzierungen (Jahr, Titel, Platzierungen, Wochen, Auszeichnungen, Anmerkungen) | Höchstplatzierung, Gesamtwochen, AuszeichnungChartplatzierungen (Jahr, Titel, Platzierungen, Wochen, Auszeichnungen, Anmerkungen) | Höchstplatzierung, Gesamtwochen, AuszeichnungChartplatzierungen (Jahr, Titel, Platzierungen, Wochen, Auszeichnungen, Anmerkungen) | Höchstplatzierung, Gesamtwochen, AuszeichnungChartplatzierungen (Jahr, Titel, Platzierungen, Wochen, Auszeichnungen, Anmerkungen) | Anmerkungen                                                                     |
| Jahr | Titel                  | DE | AT | CH | UK | US | Anmerkungen                                                                     |
| ---- | ---------------------- | --- | --- | --- | --- | --- | ------------------------------------------------------------------------------- |
| 1986 | New Kids on the Block  | — | — | — | UK6 Gold · (13 Wo.)UK | US25 ×3Dreifachplatin · (80 Wo.)US                                                                                                | Erstveröffentlichung: April 1986 Verkäufe: + 3.100.000                          |
| 1988 | Hangin’ Tough          | DE4 Gold · (39 Wo.)DE | AT8 Gold · (15 Wo.)AT | CH19 (4 Wo.)CH | UK2 ×2Doppelplatin · (41 Wo.)UK                                                                                                   | US1 ×8Achtfachplatin · (134 Wo.)US                                                                                                | Erstveröffentlichung: 21. März 1988 Verkäufe: + 9.060.000                       |
| 1989 | Merry, Merry Christmas | DE30 (3 Wo.)DE | AT13 (3 Wo.)AT | — | UK13 Gold · (5 Wo.)UK | US9 ×2Doppelplatin · (28 Wo.)US                                                                                                   | Erstveröffentlichung: 19. September 1989 Verkäufe: + 2.100.000; Weihnachtsalbum |
| 1990 | Step by Step           | DE1 Platin · (36 Wo.)DE | AT6 Platin · (19 Wo.)AT | CH8 Platin · (14 Wo.)CH | UK1 Platin · (31 Wo.)UK | US1 ×3Dreifachplatin · (49 Wo.)US                                                                                                 | Erstveröffentlichung: 5. Juni 1990 Verkäufe: + 4.025.000                        |
| 1994 | Face the Music         | DE44 (9 Wo.)DE | — | CH38 (2 Wo.)CH | UK36 (2 Wo.)UK | US37 (6 Wo.)US | Erstveröffentlichung: 25. Januar 1994                                           |
| 2008 | The Block              | DE21 (3 Wo.)DE | AT69 (1 Wo.)AT | CH73 (1 Wo.)CH | UK16 (2 Wo.)UK | US2 (18 Wo.)US | Erstveröffentlichung: 2. September 2008                                         |
| 2013 | 10                     | DE45 (1 Wo.)DE | — | — | UK47 (1 Wo.)UK | US6 (12 Wo.)US | Erstveröffentlichung: 2. April 2013                                             |
| 2024 | Still Kids             | DE59 (1 Wo.)DE | — | — | — | US56 (1 Wo.)US | Erstveröffentlichung: 17. Mai 2024                                              |

### Kompilationen
| Jahr | Titel                                | Höchstplatzierung, Gesamtwochen, AuszeichnungChartplatzierungen (Jahr, Titel, Platzierungen, Wochen, Auszeichnungen, Anmerkungen) | Höchstplatzierung, Gesamtwochen, AuszeichnungChartplatzierungen (Jahr, Titel, Platzierungen, Wochen, Auszeichnungen, Anmerkungen) | Höchstplatzierung, Gesamtwochen, AuszeichnungChartplatzierungen (Jahr, Titel, Platzierungen, Wochen, Auszeichnungen, Anmerkungen) | Höchstplatzierung, Gesamtwochen, AuszeichnungChartplatzierungen (Jahr, Titel, Platzierungen, Wochen, Auszeichnungen, Anmerkungen) | Höchstplatzierung, Gesamtwochen, AuszeichnungChartplatzierungen (Jahr, Titel, Platzierungen, Wochen, Auszeichnungen, Anmerkungen) | Anmerkungen                                                                 |
| Jahr | Titel                                | DE | AT | CH | UK | US | Anmerkungen                                                                 |
| ---- | ------------------------------------ | --- | --- | --- | --- | --- | --------------------------------------------------------------------------- |
| 1990 | No More Games – The Remix Album      | DE40 (11 Wo.)DE | AT16 Gold · (12 Wo.)AT | — | UK15 (11 Wo.)UK | US19 Gold · (32 Wo.)US | Erstveröffentlichung: 15. November 1990 Verkäufe: + 625.000                 |
| 1991 | H.I.T.S.                             | DE26 (13 Wo.)DE | AT16 (14 Wo.)AT | CH37 (2 Wo.)CH | UK50 (4 Wo.)UK | — | Erstveröffentlichung: 6. Dezember 1991                                      |
| 2008 | New Kids on the Block: Greatest Hits | — | — | — | — | US22 (14 Wo.)US | Erstveröffentlichung: 12. August 2008                                       |
| 2011 | NKOTBSB                              | — | — | — | UK— GoldUK | US7 (10 Wo.)US | Erstveröffentlichung: 24. Mai 2011 Verkäufe: + 100.000: mit Backstreet Boys |

Weitere Kompilationen
- 1999: Greatest Hits
- 2001: Super Hits
- 2005: Collections

### EPs
| Jahr | Titel    | Höchstplatzierung, Gesamtwochen, AuszeichnungChartplatzierungen (Jahr, Titel, Platzierungen, Wochen, Auszeichnungen, Anmerkungen) | Höchstplatzierung, Gesamtwochen, AuszeichnungChartplatzierungen (Jahr, Titel, Platzierungen, Wochen, Auszeichnungen, Anmerkungen) | Anmerkungen                        |
| Jahr | Titel    | UK | US | Anmerkungen                        |
| ---- | -------- | --- | --- | ---------------------------------- |
| 2017 | Thankful | UK82 (1 Wo.)UK | US17 (2 Wo.)US | Erstveröffentlichung: 12. Mai 2017 |

### Singles
| Jahr | Titel Album                                                 | Höchstplatzierung, Gesamtwochen, AuszeichnungChartplatzierungen (Jahr, Titel, Album, Platzierungen, Wochen, Auszeichnungen, Anmerkungen) | Höchstplatzierung, Gesamtwochen, AuszeichnungChartplatzierungen (Jahr, Titel, Album, Platzierungen, Wochen, Auszeichnungen, Anmerkungen) | Höchstplatzierung, Gesamtwochen, AuszeichnungChartplatzierungen (Jahr, Titel, Album, Platzierungen, Wochen, Auszeichnungen, Anmerkungen) | Höchstplatzierung, Gesamtwochen, AuszeichnungChartplatzierungen (Jahr, Titel, Album, Platzierungen, Wochen, Auszeichnungen, Anmerkungen) | Höchstplatzierung, Gesamtwochen, AuszeichnungChartplatzierungen (Jahr, Titel, Album, Platzierungen, Wochen, Auszeichnungen, Anmerkungen) | Anmerkungen                                                |
| Jahr | Titel Album                                                 | DE | AT | CH | UK | US | Anmerkungen                                                |
| ---- | ----------------------------------------------------------- | --- | --- | --- | --- | --- | ---------------------------------------------------------- |
| 1988 | Please Don’t Go Girl Hangin’ Tough                          | — | — | — | — | US10 (28 Wo.)US | Erstveröffentlichung: 16. April 1988                       |
| 1988 | You Got It (The Right Stuff) Hangin’ Tough                  | DE12 (16 Wo.)DE | AT12 (9 Wo.)AT | — | UK1 Gold · (14 Wo.)UK | US3 Gold · (26 Wo.)US | Erstveröffentlichung: 7. November 1988 Verkäufe: + 970.000 |
| 1989 | I’ll Be Loving You (Forever) Hangin’ Tough                  | DE31 (13 Wo.)DE | — | — | UK5 (8 Wo.)UK | US1 Gold · (21 Wo.)US | Erstveröffentlichung: März 1989 Verkäufe: + 535.000        |
| 1989 | Hangin’ Tough                                               | DE29 (13 Wo.)DE | — | — | UK1 (14 Wo.)UK | US1 Platin · (17 Wo.)US | Erstveröffentlichung: 3. Juli 1989 Verkäufe: + 1.000.000   |
| 1989 | Cover Girl Hangin’ Tough                                    | — | — | — | UK4 (8 Wo.)UK | US2 Gold · (18 Wo.)US | Erstveröffentlichung: 11. August 1989 Verkäufe: + 500.000  |
| 1989 | Didn’t I (Blow Your Mind) New Kids on the Block             | — | — | — | UK8 (5 Wo.)UK | US8 (19 Wo.)US | Erstveröffentlichung: 22. August 1989                      |
| 1989 | This One’s for the Children Merry, Merry Christmas          | — | — | — | UK9 (7 Wo.)UK | US7 Gold · (16 Wo.)US | Erstveröffentlichung: 12. Oktober 1989 Verkäufe: + 500.000 |
| 1990 | Step by Step                                                | DE8 (22 Wo.)DE | AT12 (13 Wo.)AT | CH17 (12 Wo.)CH | UK2 Silber · (7 Wo.)UK | US1 Platin · (15 Wo.)US | Erstveröffentlichung: 10. Mai 1990 Verkäufe: + 1.240.000   |
| 1990 | Tonight Step by Step                                        | DE19 (23 Wo.)DE | AT12 (16 Wo.)AT | — | UK3 (10 Wo.)UK | US7 (12 Wo.)US | Erstveröffentlichung: 26. Juli 1990                        |
| 1990 | Let’s Try It Again / Didn’t I (Blow Your Mind) Step by Step | DE68 (11 Wo.)DE | — | — | UK8 (5 Wo.)UK | US53 (8 Wo.)US | Erstveröffentlichung: 20. September 1990                   |
| 1990 | Games No More Games – The Remix Album                       | — | — | — | UK14 (4 Wo.)UK | — | Erstveröffentlichung: 17. Oktober 1990                     |
| 1991 | Call It What You Want No More Games – The Remix Album       | — | — | — | UK12 (5 Wo.)UK | — | Erstveröffentlichung: 27. Januar 1991                      |
| 1991 | If You Go Away H.I.T.S.                                     | DE34 (8 Wo.)DE | — | — | UK9 (5 Wo.)UK | US16 (13 Wo.)US | Erstveröffentlichung: 14. Dezember 1991                    |
| 1993 | Dirty Dawg Face the Music                                   | — | — | — | UK27 (4 Wo.)UK | US66 (6 Wo.)US | Erstveröffentlichung: 20. Dezember 1993                    |
| 1994 | Never Let You Go Face the Music                             | — | — | — | UK42 (2 Wo.)UK | — | Erstveröffentlichung: 11. Januar 1994                      |
| 2008 | Summertime The Block                                        | DE55 (3 Wo.)DE | — | — | UK34 (2 Wo.)UK | US36 (13 Wo.)US | Erstveröffentlichung: 13. Mai 2008                         |
| 2008 | Single The Block / Year of the Gentleman                    | — | — | — | UK81 (1 Wo.)UK | — | Erstveröffentlichung: 12. August 2008 mit Ne-Yo            |
| 2008 | Dirty Dancing The Block                                     | DE23 (11 Wo.)DE | AT65 (3 Wo.)AT | — | — | — | Erstveröffentlichung: 19. Dezember 2008                    |

Weitere Singles
- 1986: Be My Girl
- 1986: Stop It Girl
- 1990: My Favorite Girl
- 1990: Valentine Girl
- 1991: Baby, I Believe in You
- 2009: 2 in the Morning
- 2011: Don’t Turn Out the Lights (mit Backstreet Boys)
- 2013: Remix (I Like The)
- 2013: The Whisper
- 2020: House Party (feat. Boyz II Men, Big Freedia, Naughty by Nature & Jordin Sparks)
- 2022: Bring Back the Time (feat. Salt ’n’ Pepa, Rick Astley & En Vogue)
- 2024: Kids
- 2024: A Love like this

### Videoalben
- 1989: Hangin’ Tough (DE: Gold, US: ×11Elffachplatin )
- 1989: Hangin’ Tough Live (DE: Gold, US: ×12Zwölffachplatin )
- 1990: Step By Step (DE: Gold, US: ×3Dreifachplatin )
- 1990: In Step … Out of Time (US: ×2Doppelplatin )
- 1990: The New Kid In the Class (US: ×2Doppelplatin )
- 1999: Greatest Hits: The Videos
- 2010: Coming Home
- 2013: Live from Fenway Park

## Auszeichnungen für Musikverkäufe
| Silberne Schallplatte - Frankreich - 1990: für die Single Step by Step - 1990: für die Single Tonight Goldene Schallplatte - Australien - 1989: für die Single I’ll Be Loving You (Forever) - 1990: für das Album Step by Step - 1990: für die Single Step by Step - 1991: für das Album Tour Souvenir Collection - Brasilien - 1990: für das Album No More Games – The Remix Album - 1990: für das Album Step by Step - Finnland - 1991: für das Album Hangin’ Tough - 1991: für das Album Step by Step - 1992: für das Album Merry, Merry Christmas - 1992: für das Album No More Games – The Remix Album - Japan - 1991: für das Album No More Games – The Remix Album - 1992: für die Single Step by Step - Kanada - 1989: für die Single Hangin’ Tough - 1990: für die Single Cover Girl - 2008: für das Album The Block - Neuseeland - 1990: für die Single Step by Step - 1992: für das Album Tour Souvenir Collection - Niederlande - 1990: für das Album Step by Step - Schweden - 1991: für das Album Step by Step - Spanien - 1991: für das Album No More Games – The Remix Album | Platin-Schallplatte - Australien - 1989: für die Single You Got It (The Right Stuff) - Europa - 1991: für das Album Step by Step - Frankreich - 1991: für das Album Step by Step - Japan - 1992: für das Album Step by Step - Kanada - 1990: für die Single Step by Step - Spanien - 1990: für das Album Step by Step 2× Platin-Schallplatte - Australien - 1990: für das Album Hangin’ Tough - Kanada - 1989: für das Album Merry, Merry Christmas - 1991: für das Album No More Games – The Remix Album - Neuseeland - 1991: für das Album Step by Step 3× Platin-Schallplatte - Kanada - 1991: für das Album New Kids on the Block - Neuseeland - 1990: für das Album Hangin’ Tough | 7× Platin-Schallplatte - Kanada - 1990: für das Album Step by Step 8× Platin-Schallplatte - Kanada - 1990: für das Videoalbum Hangin’ Tough Live Diamantene Schallplatte - Kanada - 1991: für das Videoalbum Step by Step - 1991: für das Videoalbum Hangin’ Tough - 1991: für das Album Hangin’ Tough |

Anmerkung: Auszeichnungen in Ländern aus den Charttabellen bzw. Chartboxen sind in ebendiesen zu finden.
| Land/RegionAuszeichnungen für Musikverkäufe (Land/Region, Auszeichnungen, Verkäufe, Quellen) | Silber     | Gold       | Platin       | Diamant     | Verkäufe    | Quellen                                                |
| -------------------------------------------------------------------------------------------- | ---------- | ---------- | ------------ | ----------- | ----------- | ------------------------------------------------------ |
| Australien (ARIA)                                                                            | —          | 4× Gold4   | 3× Platin3   | —           | 350.000     | aria.com.au                                            |
| Brasilien (PMB)                                                                              | —          | 2× Gold2   | —            | —           | 200.000     | pro-musicabr.org.br                                    |
| Deutschland (BVMI)                                                                           | —          | 4× Gold4   | Platin1      | —           | 825.000     | musikindustrie.de                                      |
| Europa (IFPI)                                                                                | —          | —          | Platin1      | —           | (1.000.000) | Einzelnachweise                                        |
| Finnland (IFPI)                                                                              | —          | 4× Gold4   | —            | —           | 148.552     | ifpi.fi                                                |
| Frankreich (SNEP)                                                                            | 2× Silber2 | —          | Platin1      | —           | 625.000     | infodisc.fr                                            |
| Japan (RIAJ)                                                                                 | —          | 2× Gold2   | Platin1      | —           | 350.000     | riaj.or.jp                                             |
| Kanada (MC)                                                                                  | —          | 3× Gold3   | 23× Platin23 | 3× Diamant3 | 2.920.000   | musiccanada.com                                        |
| Neuseeland (RMNZ)                                                                            | —          | 2× Gold2   | 5× Platin5   | —           | 112.500     | Einzelnachweise                                        |
| Niederlande (NVPI)                                                                           | —          | Gold1      | —            | —           | 50.000      | nvpi.nl                                                |
| Österreich (IFPI)                                                                            | —          | 2× Gold2   | Platin1      | —           | 100.000     | ifpi.at                                                |
| Schweden (IFPI)                                                                              | —          | Gold1      | —            | —           | 50.000      | ifpi.se (Memento vom 21. Mai 2012 im Internet Archive) |
| Schweiz (IFPI)                                                                               | —          | —          | Platin1      | —           | 50.000      | hitparade.ch                                           |
| Spanien (Promusicae)                                                                         | —          | Gold1      | Platin1      | —           | 150.000     | Sólo éxitos: año a año, 1959–2002 (PDF)                |
| Vereinigte Staaten (RIAA)                                                                    | —          | 5× Gold5   | 50× Platin50 | —           | 33.700.000  | riaa.com                                               |
| Vereinigtes Königreich (BPI)                                                                 | Silber1    | 4× Gold4   | 3× Platin3   | —           | 1.800.000   | bpi.co.uk                                              |
| Insgesamt                                                                                    | 3× Silber3 | 35× Gold35 | 91× Platin91 | 3× Diamant3 |             |                                                        |